# Севастьянов, Алексей Анатольевич
Алексей Анатольевич Севастьянов (род. 4 марта 1972, Тарту) — российский актёр, предприниматель, политик, президент группы компаний «Авто-альянс», депутат Псковского областного собрания (заместитель руководителя фракции «Единая Россия», заместитель председателя комитета по законодательству и местному самоуправлению), заместитель генерального директора ФК «Псков» по спортивной работе. Ранее являлся также президентом псковской областной федерации футбола, президентом футбольного клуба «Псков-747», вице-президентом МРО «Северо-Запад», членом Совета Ассоциации «ПФЛ».

## Биография
Родился 4 марта 1972 года в Тарту в семье военнослужащего. Имеет два высших образования. В 1993 году, окончив Тартуский Государственный Университет, получил диплом спортивного врача. В 1999 году окончил Санкт-Петербургскую академию театрального искусства. Снялся в ряде российских кинокартин.
С 2000 года возглавляет компанию «Авто-Лада» (ныне — Союз Автотранспортных предприятий «Авто — Альянс» (Псков).
11 марта 2007 года победил на выборах в Областное Собрание депутатов.
Основатель и президент футбольного клуба «Псков-747».
В ноябре 2006 года Алексей Севастьянов победил на выборах и стал президентом федерации футбола Псковской области.
В 2016 году признан банкротом.
Сын Михаил (род. 2001) — футболист ФК «Псков» (играл также за «Псков-747» и «Ладу-Тольятти»).

## Увлечения
В свободное время занимается спортом. Отдает предпочтение футболу и хоккею с шайбой. Многократный чемпион Эстонии и Северо-Запада по хоккею с шайбой, победитель спартакиады "Дружба народов" и других турниров. Вызывался в состав сборной Эстонии по хоккею. Участник благотворительных матчей по футболу.

## Награды
- 2001 — дипломант фонда поддержки ветеранов МВД, спецназа и спецслужб.
- 2002 — удостоен звания «Магистр милосердия и благотворительности».
- 2005 — награждён Благословенной Архиерейской Грамотой — высшей наградой правящего Архипастыря мирянам, за содействие по восстановлению Православных святынь.
- 2005 — награждён Почётным знаком за развитие физкультуры и спорта Российской Федерации.
- 2007 — отмечен наградой РФС за развитие регионального футбола.
- Многократный чемпион Эстонии и Северо-Запада по хоккею с шайбой, победитель спартакиады «Дружба народов» и других турниров.

## Фильмография
- 1997 — «Брат» — бандит, подручный «Круглого»
- 1997 — «Особенности национальной рыбалки» — капитан-лейтенант (озвучивал — Александр Лыков)
- 1998 — «Тело будет предано земле, а старший мичман будет петь» — Миша
- 1999 — «Агент национальной безопасности»/1. Серия «Шантаж» — «Петрович», сотрудник службы безопасности губернатора (в титрах Александр Севостьянов)
- 2000 — «Улицы разбитых фонарей-3» (серия «Добрая память») — Лёха, сотрудник службы безопасности банка (роль озвучена другим актером)
- 2001 — «По имени Барон» — «Слон», бандит (озвучил Алексей Полуян)
- 2001 — «Убойная сила-2» (серия «Двойной угар») — Бритый
- 2002 — «Агентство «Золотая пуля»» (серии «Дело о серийном убийце 1-2», «Дело о женщине-вамп») — Шурик
- 2003 — «Линии судьбы» — рэкетир (нет в титрах)
- 2004 — «Господа офицеры» — Бритый рэкетир (озвучил Артур Ваха)
- 2006 — «Грозовые ворота» — представитель президента (нет в титрах)
- 2014 — «Мой любимый папа»
- 2014 — «Подозрение» — Алексей Олегович Сохатый («Соха»)
- 2014 — «Батальонъ» — адъютант полковника Бороздина
- 2014 — «Подозрение» — Алексей Олегович Сохатый («Соха»)
- 2015 — «Морские дьяволы». Смерч. Судьбы — 2 — Серый
- 2017 — «Стена» — Ивашка
- 2018 — «Два билета домой» — Борис Анатольевич Зайцев
- 2019 — «Шторм» — начальник Осокина